# 2019年のインド
2019年のインド （2019ねんのインド）では、2019年のインドに関する出来事について記述する。

## 国家元首等
- 大統領
  - 第14代: ラーム・ナート・コーヴィンド （インド人民党、2017年7月25日 - ）
- 副大統領
  - 第13代: Venkaiah Naidu （インド人民党、2017年8月11日 - ）
- 首相
  - 第18代: ナレンドラ・モディ （インド人民党、2014年5月26日 - ）
- 最高裁判所長官
  - 第46代: Ranjan Gogoi （2018年10月3日 - 2019年11月17日）
  - 第47代: Sharad Arvind Bobde （2019年11月18日 - ）
- 連邦議会下院議長
  - 第16代: Sumitra Mahajan （インド人民党、2014年6月5日 - 2019年6月19日）
  - 第17代: Om Birla （インド人民党、2019年6月19日 - ）

## できごと

### 2月
- 2月14日 - 2019年プルワマ襲撃事件。ジャンムー・カシミール州の国道を走行していた治安部隊のバスに、爆弾を乗せた車が突っ込む自爆テロが発生。イスラム過激派組織のジャイシュ＝エ＝ムハンマドが犯行声明を出した[1]。
- 2月26日 - バーラーコート空爆。インド空軍がイスラム過激派の拠点を破壊するために、パキスタン領内で空爆を実施[2]。

### 4月
- 4月11日 - 2019年インド総選挙の投票が開始され[3]、5月19日まで7回に分けて投票を実施[4]。

### 5月
- 5月23日 - 総選挙の開票結果が発表され、与党インド人民党が303議席で単独過半数。最大野党・インド国民会議は52議席にとどまった[5]。
- 5月30日 - 総選挙で圧勝したインド人民党を率いるナレンドラ・モディ首相は2期目の就任式に出席し、第2次モディ内閣が発足した[6]。

### 6月
- 6月19日 - Om Birla、第17代連邦議会下院議長に就任。

### 8月
- 8月5日 - インド政府は憲法370条を撤廃し、同条項にて認められていたジャンムー・カシミール州の自治権を剥奪。有力政治指導者を自宅軟禁下に置いた[7]。これにカシミール地方の領有権をインドと争うパキスタンは強く反発し、7日、対抗措置として駐インド大使を召還し、さらにインドの駐パキスタン大使の国外退去も要求[8]。

### 11月
- 11月18日 - Sharad Arvind Bobde、第47代最高裁判所長官に就任。

## 死去
- 1月29日 - ジョージ・フェルナンデス（英語版）： 元インド国防大臣（* 1930年）[9]
- 3月17日 - マノハール・パリカル（英語版）： 元インド国防大臣、ゴア州知事（* 1955年）[10]
- 8月6日 - スシュマ・スワラージ： 元インド外務大臣、デリー市元首相（* 1952年）[11]